# Marcel Gisler
Pour les articles homonymes, voir Gisler.
Marcel Gisler (né le 18 mars 1960)  est un réalisateur et scénariste suisse.

## Biographie
Marcel Gisler grandit dans le Canton de Saint-Gall. Depuis 1981, il vit à Berlin et poursuit des études de théâtre et de philosophie à l'Université libre de Berlin et il fonde le « cinéma copain » Filmgroup.
Marcel Gisler est également chargé de cours à l'Académie allemande du film et de la télévision de Berlin et membre de l'Académie européenne du cinéma

## Filmographie
En tant que scénariste/réalisateur  :
- Tagediebe (1985) [4]
- Nuits Blanches (Sleepless Nights, 1988) [5]
- L'heure bleue (The blue hour, 1993) [6]
- F. est un salaud (1998)
- Rosie (2013) [7]
- Electroboy (2014) [8]
- Mario (2018)

## Récompenses
- Locarno : Léopard d'Argent (Pardo d'Argento) pour Tagediebe (1985)
- Locarno : Léopard de Bronze pour les Nuits Blanches (1988)
- Prix Max Ophüls de L'heure bleue (1993)
- Prix du Cinéma suisse pour F. est un salaud (1998)
- Prix du Film de Zurich pour Rosie (2013)
- Prix du Film de Zurich pour Electroboy (2014)[9]
- Prix du cinéma suisse pour Electroboy : Meilleur Documentaire (2015) [10]
- Festival International du Film Documentaire de Munich : Prix du Public pour Electroboy (2015)[11]